# Latarnia Morska Darłowo
Latarnia Morska Darłowo – latarnia morska na polskim wybrzeżu Bałtyku, położona w mieście Darłowo (powiat sławieński, województwo zachodniopomorskie) w dzielnicy Darłówko.
Latarnia znajduje się pomiędzy Latarnią Morską Gąski (około 40 km na zachód) a Latarnią Morską Jarosławiec (około 15 km na wschód).

## Informacje ogólne
Latarnia jest administrowana przez Urząd Morski w Szczecinie i jest udostępniona do zwiedzania.

## Dane techniczne
Światło nawigacyjne na dachu apartamentowca „Marina Royale”:
- Położenie: 54º 26.4 N, 16º 22.6 E
- Wysokość światła: 31 m n.p.m.
- Zasięg nominalny światła: 15 Mm (27,78 km)
- Charakterystyka światła: Blaskowe grupowe w namiarze 28,5º – 208,5º
  - Okres: 15,0 s
  - Blask: 2,0 s
  - Przerwa: 2,0 s
  - Blask: 2,0 s
  - Przerwa: 9,0 s[2]

Światło sektorowe na wieży latarni:
- Położenie: 54°26'25,08" N 16°22'42,96" E
- Wysokość wieży: 22,00 m
- Wysokość światła: 20 m n.p.m.
- Zasięg nominalny światła: 3 Mm (5,56 km)
- Charakterystyka światła: przerywane, światło zielone: w namiarze 107,6º – 110,6º, białe: 110,6º – 113,6º, czerwone: 113,6º – 116,6º
  - Okres: 6,0 s
  - Światło: 5,0 s
  - Przerwa: 1,0 s[2]

Wyposażona w nadajnik radiolatarni – wysyła na żądanie sygnał rozpoznawczy D (–  • •  według alfabetu Morse’a).

## Historia
W marcu 1715 roku nakazano ustawienie świateł nawigacyjnych po obu stronach ujścia Wieprzy, ale dopiero po ponad stu latach wybudowano stację pilotów z 6 metrową wieżą. W 1885 roku stanął na wschodnim brzegu nieduży parterowy budynek z czerwonej licowanej cegły z kwadratową wieżą, w której mieszkał latarnik dbający o to, by lampa na latarni świeciła stałym czerwonym światłem o zasięgu 6 Mm. Źródłem światła była soczewka IV klasy umieszczona w oknie na wysokości 12 metrów, która w 1899 roku zmieniono na soczewkę VI kasy a pięć lat później spis świateł informuje o zmianie charakterystyki światła na białe, przerywane.
W 1927 roku wieżę latarni podwyższono o jedną kondygnację, na której zbudowano galeryjkę i laternę z białą kopułą. Do dziś tak właśnie wygląda latarnia morska w Darłowie, zmieniały się tylko z latami źródła światła. Obecnie używana jest „żarówka o mocy 500 W, umieszczona w pół cylindrycznej soczewce. Całkowita wysokość latarni wynosi 23 metry a zasięg światła 15 Mm.
Lokalizacja darłowskiej latarni jest bardzo niekorzystna ze względu na warunki hydrologiczne. Jesienią i zimą w czasie sztormów jest zalewany cały budynek a zimą ściana od strony morza jest skuta lodem. Spowodowało to konieczność umocnienia północnej ściany, która obmurowana dodatkową warstwą cegieł i otynkowana tynkiem cementowo – wapiennym, ma imponująca grubość 54 centymetrów. Z powodu nawilgocenie i zasolenia murów latarnia przez długi okres nie była udostępniona turystom, ale po remoncie kapitalnym w 2006 roku znów można ją zwiedzać.

### Marina Royale
W 2023 r. światło nawigacyjne dotychczasowej latarni morskiej w Darłówku zostało zainstalowane na dachu apartamentowca „Marina Royale” wybudowanego po drugiej stronie kanału portowego, ok. 130 m na zachód od wieży latarni. Natomiast na wieży dawnej latarni morskiej zainstalowano światło sektorowe, emitujące 3 kolory: biały, zielony i czerwony, pełniące rolę światła prowadzącego. Wprowadzone zmiany znacząco poprawiły wyrazistość oznakowania nawigacyjnego prowadzącego do portu Darłowo .

## Galeria

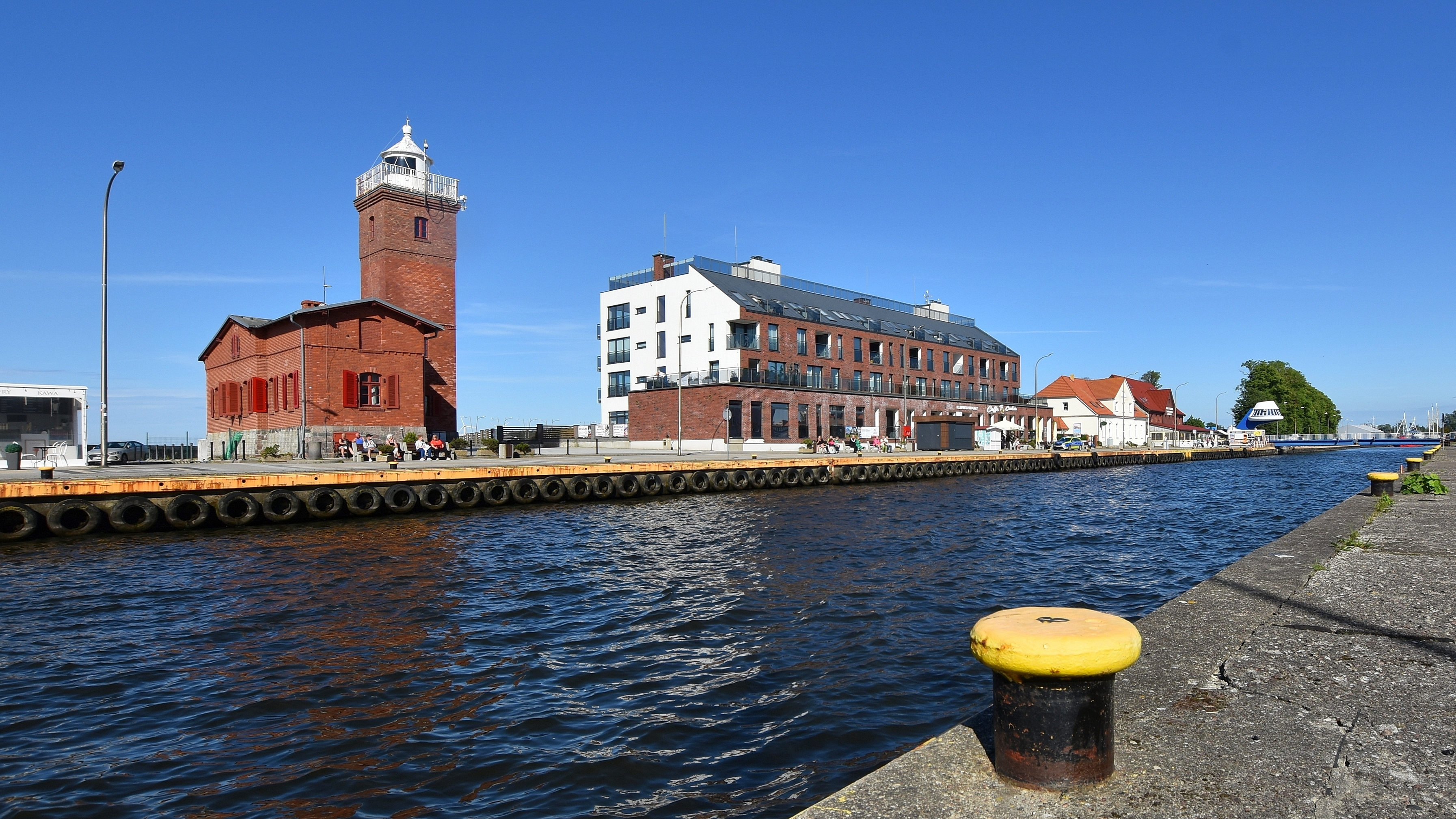
Latarnia Morska Darłowo
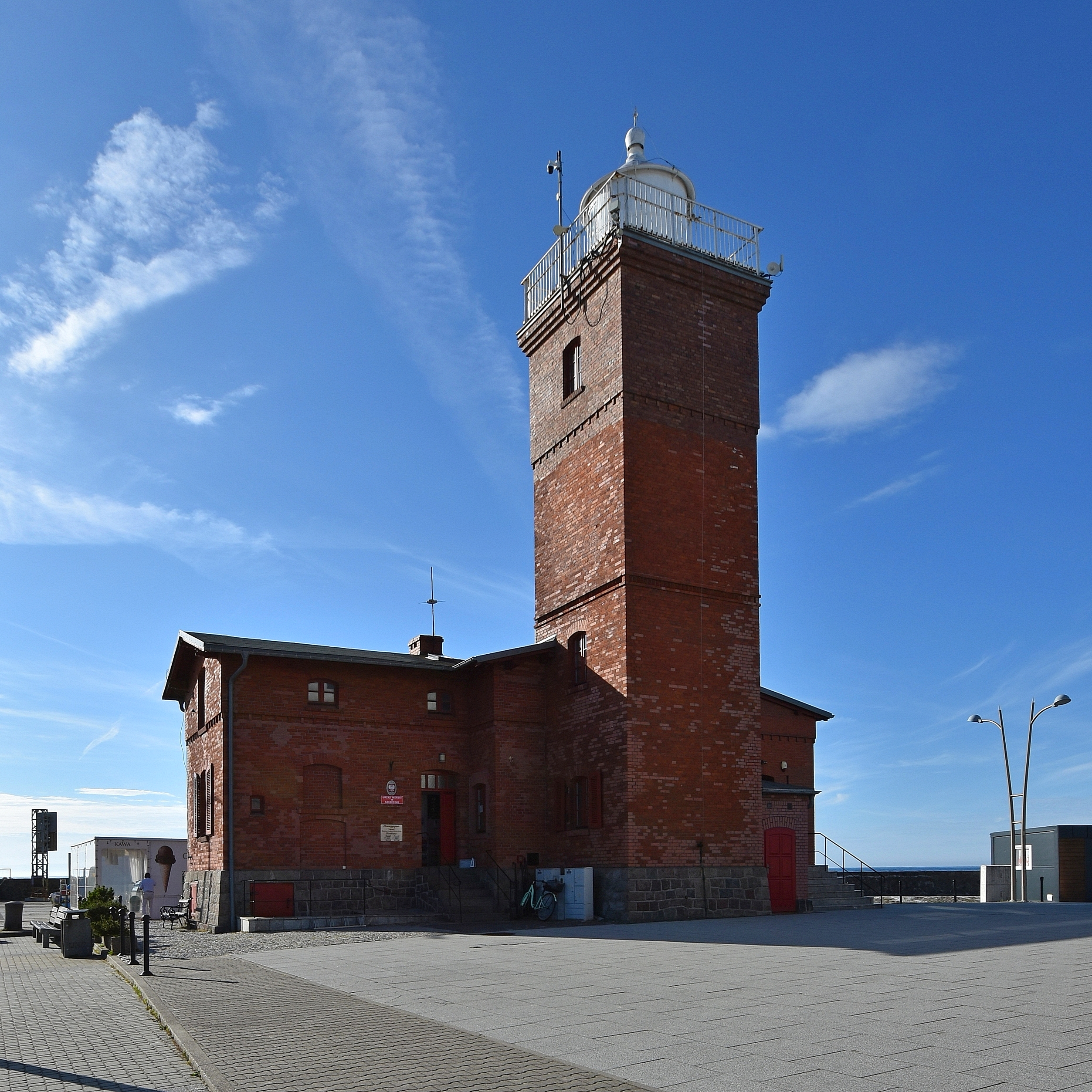
Latarnia Morska Darłowo
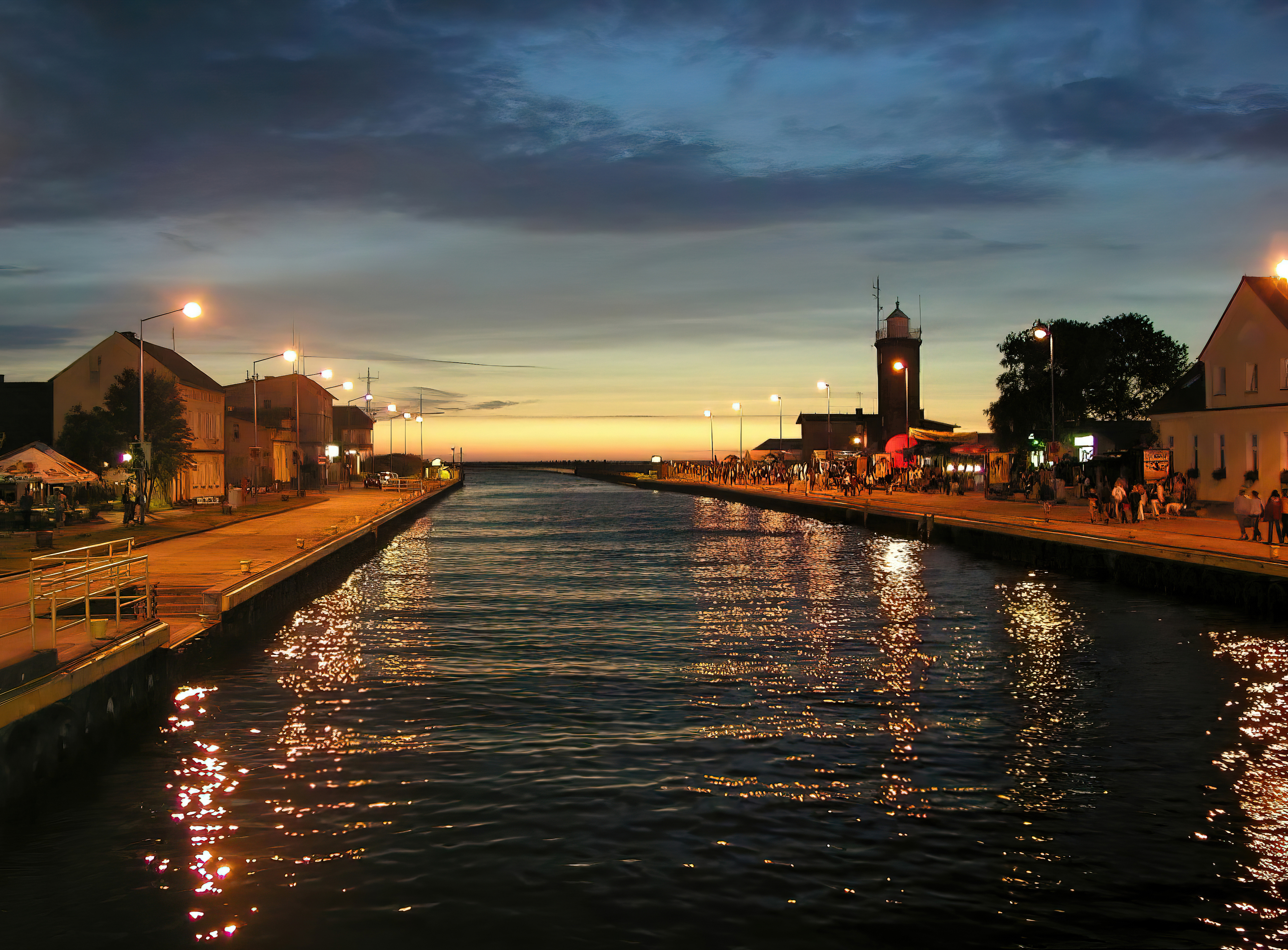
Darłowo – Ujście Wieprzy nocą, po prawej widoczna latarnia morska
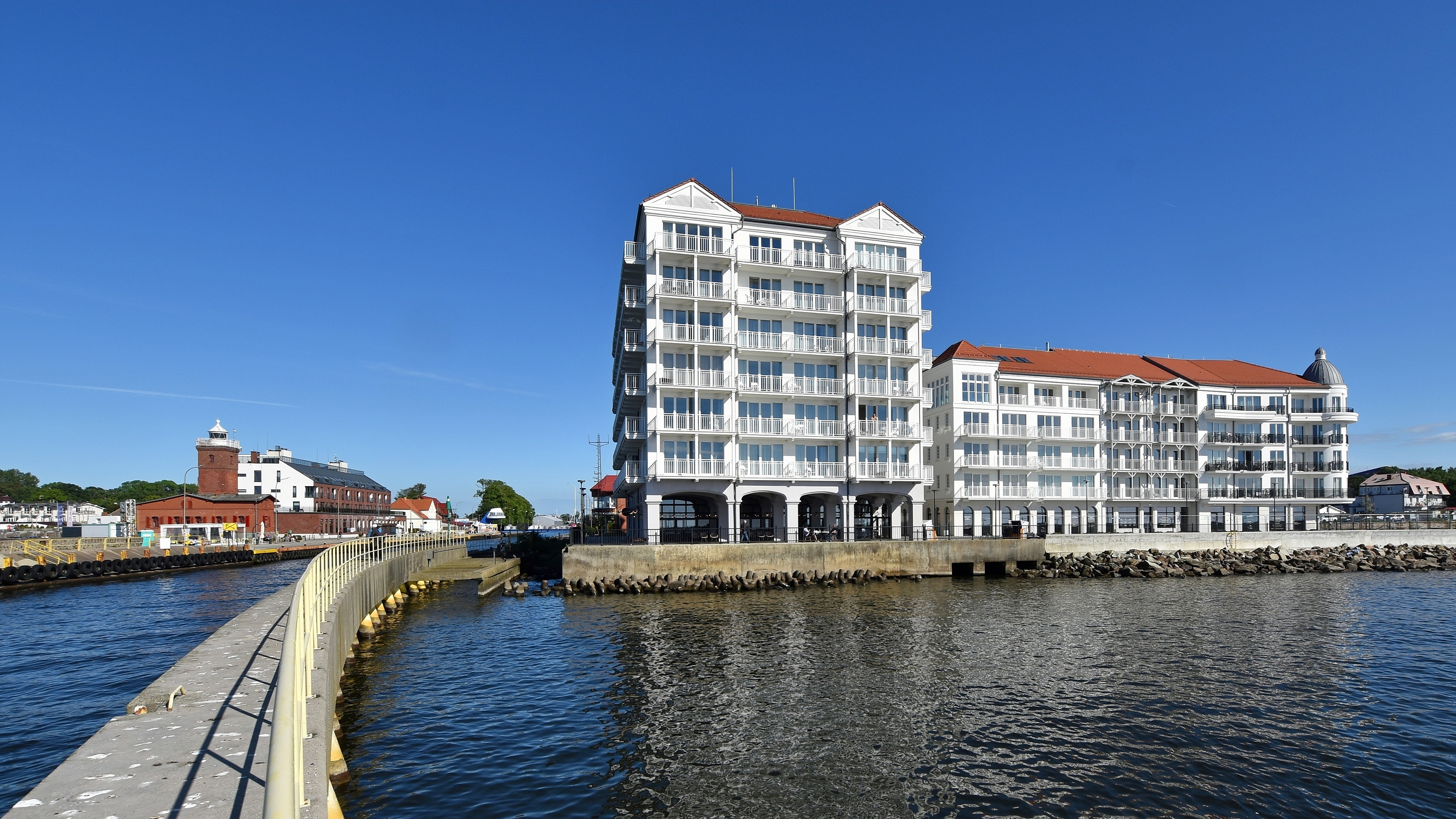
Latarnia Morska oraz budynek „Marina Royale” na który w 2023 r. przeniesiono światło nawigacyjne